# Aeródromo Ñanco Lauquen
El Aeródromo Ñanco Lauquen,  (OACI: SAET) es un aeropuerto ubicado 4 km al oeste de la ciudad de Trenque Lauquen, Provincia de Buenos Aires, Argentina.